# Северин Обст

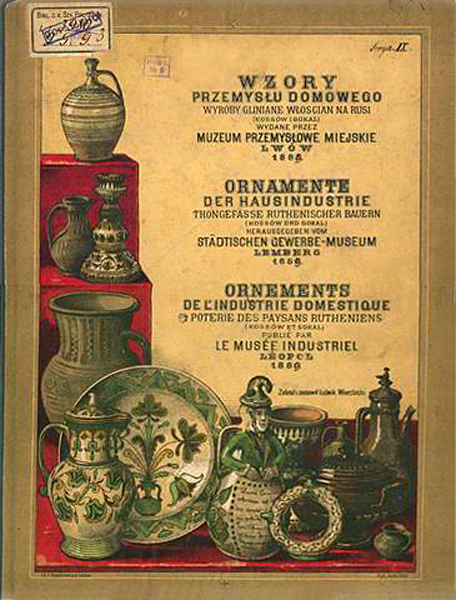
Обкладинка «Взорів промислу домашнього» (Глиняні вироби селян на Русі)

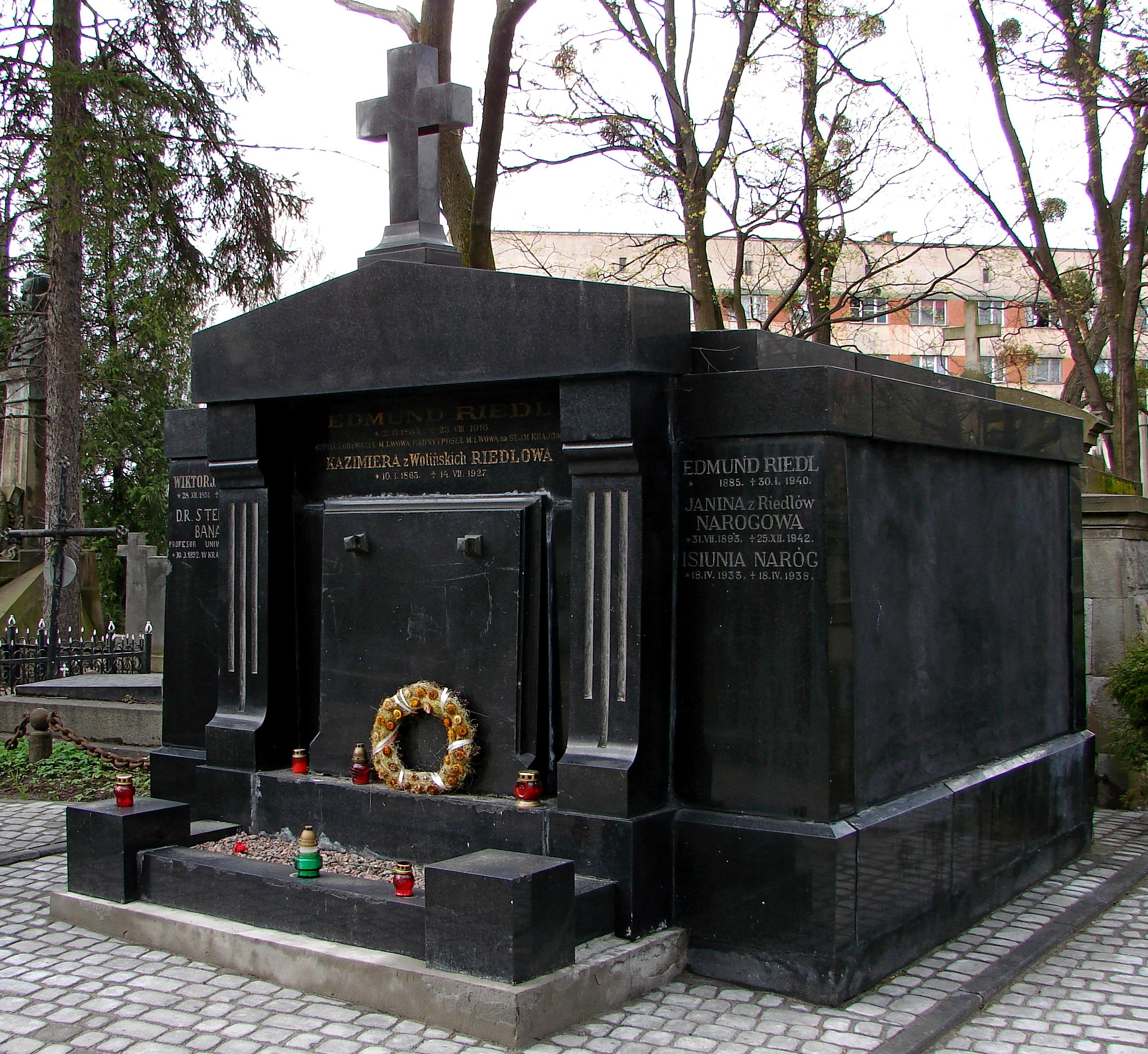

Северин Леопольд Обст (пол. Seweryn Leopold Obst; 29 грудня 1847, Нижній Березів —  2 січня 1917, Львів) — польський художник, живописець, графік, ілюстратор, етнограф.

## Життєпис
Северин Обст народився 29 грудня 1847 року у Нижньому Березові. Початкову освіту здобув у Яблунівській школі та реальних школах Станіславова, Вадовиць, Снятина.
У 1864–1871 роках навчався у віденській Академії образотворчих мистецтв. Вивчав там живопис, графіку, анатомію, перспективу та історію культури і мистецтв. У Відні Северин Обст познайомився з Артуром Ґротґером, який також навчався в Академії у майстерні Крістіана Рубена.
У 1874 року повернувся на батьківщину. Малював портрети для заможних родин, серед яких Богусевичі з Буковини та Задуровичі з Палагичів.
Під час короткого перебування в Кракові познайомився з тамтешнім мистецьким осередком, заприятелював з Вітольдом Прушковським.
З дитинства Северин Обст захоплювався Гуцульщиною, тож оселився там на декілька років. Мешкав у Жаб'ї та Яремчі. Малював гуцулів та гуцулок, займався етнографією, збирав колекцію виробів народного мистецтва. В цей час створив два об'ємні альбоми замальовок декоративних мотивів народного мистецтва гуцулів (мосяжництва, різьблення, вишивок, ткання, писанок та іншого). Ці альбоми пізніше передав до музею Дідушицьких професор Максиміліан Новицький.
У 1883 році Северин Обст переїжджає до Львова. У Львові винаймав помешкання в офіцині будинку, що на вул. Оссолінських, 7 у Львові (нині — вулиця Стефаника, 7-А). До оформлення видань «Взорів промислу домашнього» запросив його віце-президент Промислового музею у Львові Л. Вербицький. Окрім ілюстрацій до видань «Взорів промислу домашнього» («Металеві вироби селян на Русі», «Вишивки селян на Русі», «Глиняні вироби селян на Русі (Косів та Сокаль)») Промислового музею у Львові, малюнки Северина Обста були вміщені Володимиром Шухевичем до власної праці «Гуцульщина».
У 1883–1898 роках Северин Обст мав майстерню у Львові на вулиці Сакраменток. Тут він навчав живопису Казимира Лотоцького.
Роботи Северина Обста експонувались на виставках у Львові, Варшаві, Кракові, Коломиї, Тернополі, Ряшеві, Лондоні. У березні 1912 року у Львові відбулася персональна виставка митця, присвячена 50-річчю творчості, де було представлено 208 полотен.
Портрети Северина Обста написали Олександр Августинович, Влодзімєж Блоцький, Одо Добровольський, Станіслав Дембіцький.
З 1910 року мешкав у притулку для старців фундації Роберта Домса, що розташовувався на вул. Святої Терези, 4 (нині — вул. Митрополита Андрея, 10). Помер 2 січня 1917 року у Львові. Похований на Личаківському цвинтарі у родинній гробниці Рідлів.

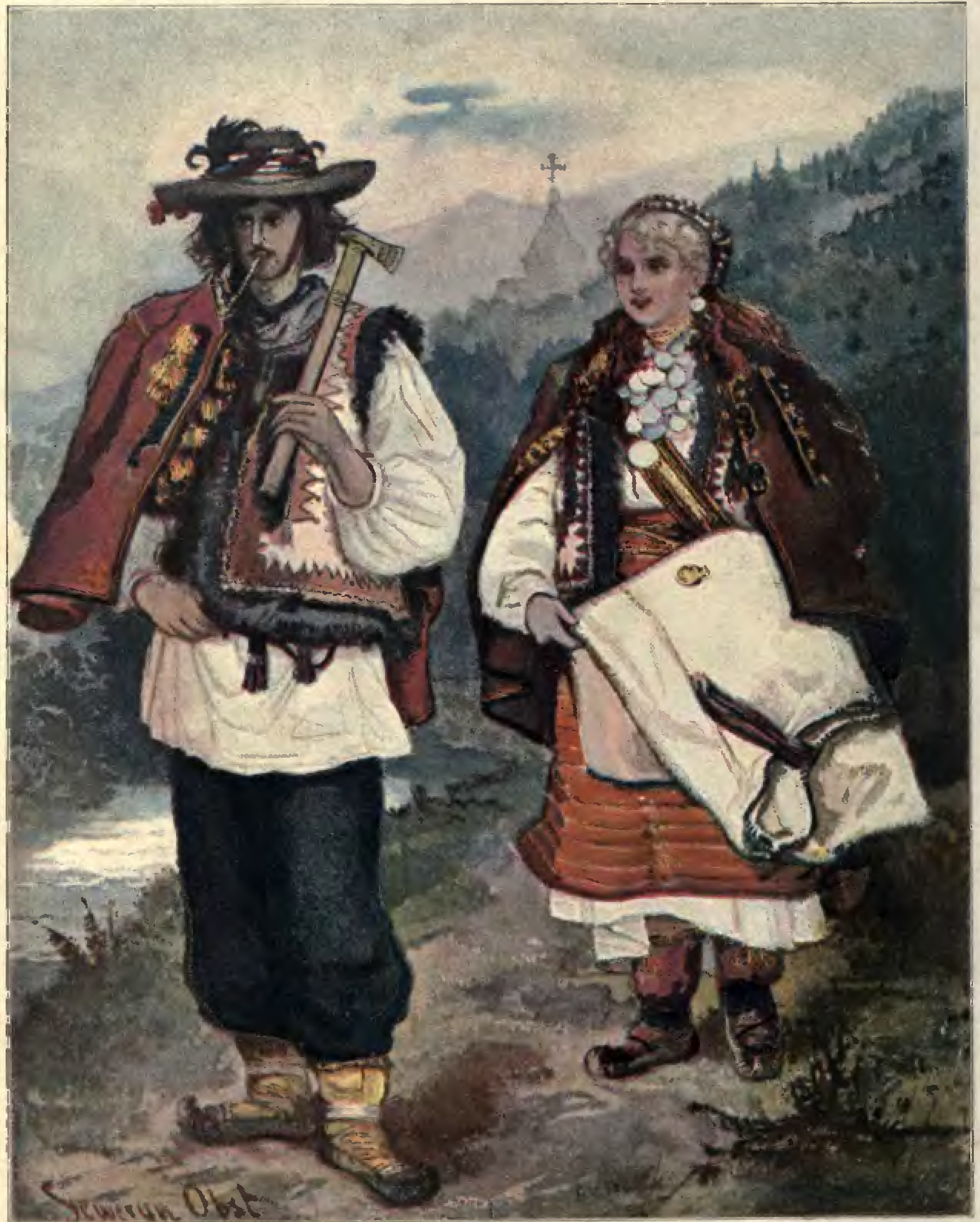
Гуцули
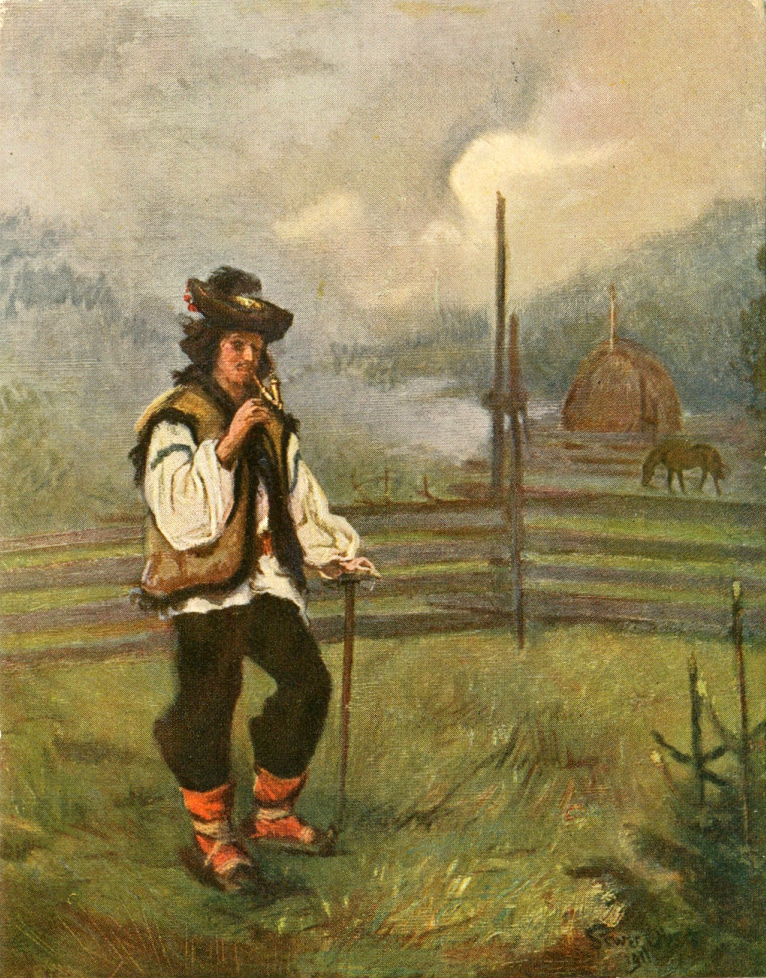
Гуцул в полі
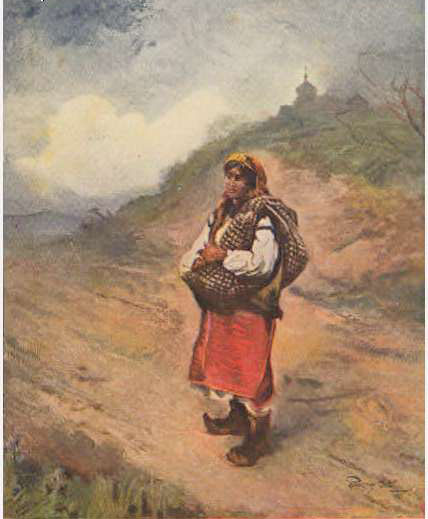
Гуцулка
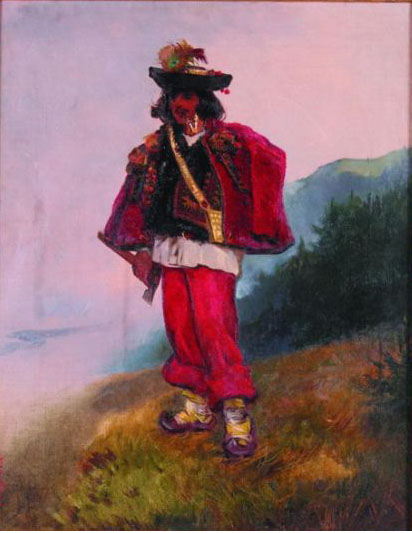
Гуцул
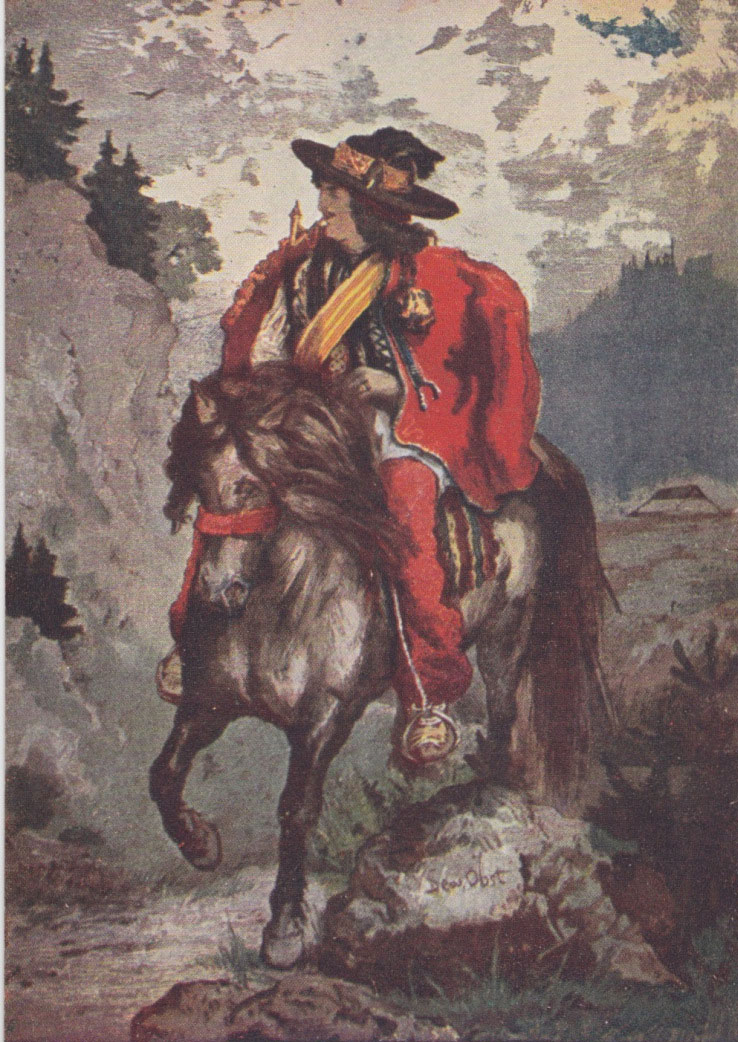
Гуцул на коні